# دیکسی این (لوئیزیانا)
دیکسی این (به انگلیسی: Dixie Inn) شهری در ایالت لوئیزیانا کشور ایالات متحده آمریکا است که جمعیت آن در سرشماری سال ۲۰۱۰ میلادی، ۲۷۳ نفر بوده‌است.